# Mary Gilmore
Mary Jean Gilmore, nata Cameron (Upper Lachlan, 16 agosto 1865 – Sydney, 3 dicembre 1962) è stata una scrittrice, poetessa e giornalista australiana, dama commendatore dell'Ordine dell'Impero Britannico.

## Biografia

### Infanzia
Mary Jean Cameron nacque nel piccolo insediamento di Cotta Walla (l'attuale Roslyn), nel Nuovo Galles del Sud. Quando aveva un anno, i suoi genitori, Donald Cameron, originario di Fort William in Scozia, e Mary Ann Beattie, originaria della contea di Armagh in Irlanda, decisero di trasferirsi a Wagga Wagga per unirsi ai suoi nonni materni, che vi si erano trasferiti da Penrith, nel 1866.
Suo padre trovò lavoro come gestore di una tenuta 100 km a nord di Wagga Wagga. Un anno dopo, lasciò quel lavoro per diventare muratore, costruendo fattorie a Wagga Wagga e nei suoi dintorni per i successivi dieci anni. Questo stile di vita itinerante non permise a Gilmore di avere un'istruzione continua, ma solamente nei periodi in cui viveva a Wagga Wagga.
Suo padre acquistò un terreno e costruì la propria casa nella località di Brucedale, dando alla famiglia una residenza stabile. Fu allora che Mary poté frequentare la scuola, seppur brevemente. A 14 anni, in preparazione alla carriera di insegnante, lavorò come assistente nella scuola di suo zio a Yerong Creek, una località non molto distante da Wagga Wagga.
Dopo aver completato gli esami per l'insegnamento nel 1882, accettò un incarico come insegnante presso la Wagga Wagga Public School, dove lavorò fino al dicembre 1885. Dopo un breve periodo di insegnamento a Illabo, accettò una posizione nel villaggio di Silverton, vicino alla città mineraria di Broken Hill.

### Vita a Sydney e parentesi in Sudamerica
Nel 1890 si trasferì a Sydney, dove divenne parte della Bulletin School, un circolo letterario incentrato attorno alla rivista nazionalista radicale The Bulletin. Sebbene l’influenza più grande sul suo lavoro fosse Henry Lawson, fu Alfred Stephens, redattore letterario di The Bulletin, che per la prima volta pubblicò i suoi versi.
Gilmore e Lawson ebbero una relazione che probabilmente iniziò nel 1890. Gilmore scrisse di un fidanzamento non ufficiale e del desiderio di Lawson di sposarla, ma la relazione si interruppe a causa delle frequenti assenze di lui da Sydney.
Nel Gilmore 1896 seguì William Lane e altri idealisti socialisti in Paraguay, dove due anni prima era stata fondata una colonia comunitaria chiamata New Australia. Nel 1897, presso la colonia di Cosme, sposò William Gilmore. Entro il 1900 l’esperimento socialista si rivelò fallimentare. Will lasciò la colonia per lavorare come tosatore di pecore in Argentina, e Mary lo seguì poco dopo con il loro figlio di due anni, Billy. Visse separatamente a Buenos Aires per circa sei mesi, poi la famiglia si trasferì a Río Gallegos fino a quando risparmiò abbastanza per tornare in Australia nel 1902, passando per Londra. Una volta rientrati, si stabilirono in una fattoria vicino a Casterton, nel Victoria.
Il primo volume di poesie di Gilmore fu pubblicato nel 1910, e nei successivi cinquant’anni fu considerata una delle poetesse più popolari e lette in Australia. Nel 1908 divenne redattrice della sezione femminile di The Australian Worker, il giornale del più grande e potente sindacato australiano dell’epoca, l’Australian Workers' Union (AWU). Fu la prima donna a diventare membro del sindacato. Grazie a The Worker, ebbe una piattaforma per il suo giornalismo, attraverso il quale si batté per la preservazione della White Australia policy, per migliori condizioni di lavoro per le donne, per il benessere dei bambini e per un trattamento più equo per gli aborigeni australiani.

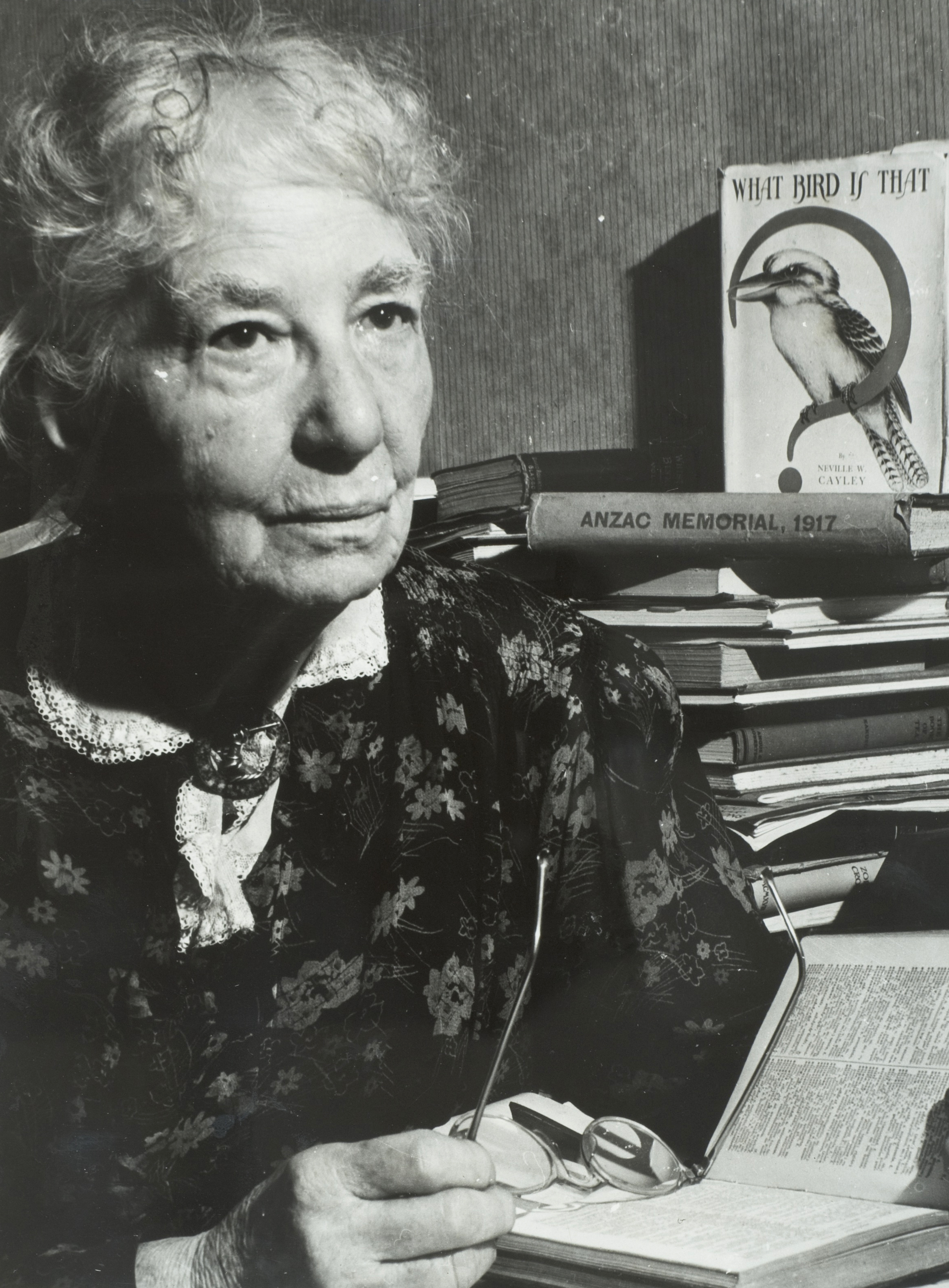
Mary Gilmore nel 1948

### Ultimi anni
Nel 1931, le opinioni di Gilmore divennero troppo radicali per l'Australian Workers' Union, ma trovò presto altri canali per la sua scrittura come il Tribune, il giornale del Partito Comunista d'Australia, pur non essendone mai stata membro. Negli ultimi anni della sua vita, separata dal marito, si trasferì nuovamente a Sydney, dove godette di una crescente fama all'interno del mondo letterario nazionale. Prima del 1940, pubblicò sei volumi di poesie e tre raccolte di prosa. Nel 1940 scrisse la poesia No Foe Shall Gather Our Harvest, un incoraggiamento morale ai soldati e ai cittadini australiani durante la seconda guerra mondiale.
Mary Gilmore morì nel 1962 all'età di 97 anni e ricevette i funerali di Stato, per la prima volta accordati ad uno scrittore dopo la morte di Henry Lawson quarant'anni prima.

## Riconoscimenti
- Nel 1937 accettò la nomina di dama commendatrice dell'Ordine dell'Impero Britannico, assumendo così il titolo Dame Mary Gilmore. Fu la prima persona a ricevere questo titolo per meriti letterari.[1]
- Nel 1994 le è stato intitolato il cratere Gilmore, sulla superficie di Venere.[6]
- Dal 2017 è raffigurata sul retro della banconota da 10 dollari australiani, insieme ai primi due versi della poesia No Foe Shall Gather Our Harvest.[2][5]

## Opere principali

### Raccolte di poesie
- Marri's and Other Verses, 1910
- The Wild Swan
- Battlefields, 1939
- Fourteen Men (che include No Foe Shall Gather Our Harvest), 1954

### Saggi
- Old Days, Old Ways: A Book of Recollections, 1934
- More Recollections, 1935